# 736
Évszázadok: 7. század – 8. század – 9. század
Évtizedek: 680-as évek – 690-es évek – 700-as évek – 710-es évek – 720-as évek – 730-as évek – 740-es évek – 750-es évek – 760-as évek – 770-es évek – 780-as évek
Évek: 731 – 732 – 733 – 734 –  735 – 736 – 737 – 738 – 739 – 740 – 741

## Események

### Európa
- Martell Károly frank majordomus Burgundiába és Provence-be vonul, hogy megerősítse ellenőrzését a régiók fölött; ezt követően betör az arabok által ellenőrzött Septimaniába és Sernhacnál, valamint Beaucaire-nél legyőzi a muszlimokat.
- Meghal Hugbert bajor herceg. Utódja Odilo.
- Æthelbald merciai királyt egy korabeli oklevél bretwaldának, Britannia királyának nevezi.
- I. Óengus pikt király betör a kelet-skóciai Dál Riatába, legyőzi a gaeleket, elfoglalja és felégeti Creic és Dunadd erődjeit.

## Születések
- Roland, frank nemes

## Halálozások
- Hugbert, bajor herceg
- Muiredach mac Ainbcellaig, Dál Riata-i király

## Fordítás
- Ez a szócikk részben vagy egészben  a(z)   736 című angol Wikipédia-szócikk ezen változatának fordításán alapul.  Az eredeti cikk szerkesztőit annak laptörténete sorolja fel. Ez a jelzés csupán a megfogalmazás eredetét és a szerzői jogokat jelzi, nem szolgál a cikkben szereplő információk forrásmegjelöléseként.